# 1909년 이탈리아 총선
1909년 이탈리아 총선은 이탈리아 하원 508인을 선출하기 위한 첫 선거로 1909년 3월 7일 1차 투표, 3월 14일 2차 투표가 치러졌다. 역사적 좌파 진영이 508석 중 336석을 차지하여 원내 제1당이자 거대 여당 지위를 유지하였다.
기존의 중선거구제에서 508개 소선거구제로 전환되어 치러진 선거였다. 이와 동시에 선거법 개정으로 후보자의 지역구 당선 요건으로 절대 과반수 득표와 더불어 등록유권자 6분의 1 이상의 득표를 얻어야 한다는 조항이 폐지된 선거였다.

## 상세
1906년 졸리티 총리의 후신 알레산드로 포르티스의 뒤를 이어 역사적 우파 진영의 시드네이 소니노가 총리로 취임하였다. 그러나 소니노 내각은 불과 몇 달 동안만 존속한 단명 정권이 되고 말았으며, 북아프리카의 식민지 확대를 위해 프랑스와 동맹을 맺은 것이 유일한 업적으로 꼽힌다.
소니노 총리의 사퇴 이후 1906년 조반니 졸리티가 다시 총리직에 올랐다. 당시 언론에서는 졸리티 총리가 참정권을 더 확대하지도 않으면서, 도지사들을 경쟁자로 두고 무난히 승리하여 과반수를 확보하는 식으로 선거를 조작하고 있다고 비판했다. 다만 졸리티 총리가 재임 중이었던 1904년과 1909년 총선에서 자유주의 세력의 과반수 확보 요건으로 작용하는 관행들을 개선해 나갔다.
1909년 총선에서 역사적 우파 세력이 원내 주요 정당세력에서 밀려났으며 그 대신 졸리티와 협력관계에 있던 에토레 사키의 이탈리아 급진당과 좌파 정부의 강경 반대세력으로 남아 있던 필리포 투라티의 이탈리아 사회당이 부상하게 되었다.

## 참여 정당
| 정당 | 정당            | 성향            | 대표                |
| ---- | --------------- | --------------- | ------------------- |
|      | 역사적 좌파     | 자유주의        | 조반니 졸리티       |
|      | 이탈리아 사회당 | 사회주의        | 필리포 투라티       |
|      | 이탈리아 급진당 | 급진주의        | 에토레 사키         |
|      | 역사적 우파     | 보수주의        | 토마소 티토니       |
|      | 이탈리아 공화당 | 공화주의        | 나폴레오네 콜라자니 |
|      | 가톨릭 선거연합 | 기독교 민주주의 | 오토리노 젠틸로니   |

## 선거 결과
|                                        |                 |             |         |           |        |
| 정당                                   | 정당            | 득표수      | %       | 의석수    | 변화   |
|                                        | 역사적 좌파     | 995,290     | 54.45   | 336 / 508 | -3     |
|                                        | 이탈리아 사회당 | 347,615     | 19.02   | 41 / 508  | +12    |
|                                        | 이탈리아 급진당 | 181,242     | 9.92    | 45 / 508  | +8     |
|                                        | 역사적 우파     | 108,029     | 5.91    | 36 / 508  | -40    |
|                                        | 이탈리아 공화당 | 81,461      | 4.46    | 24 / 508  | 0      |
|                                        | 가톨릭 선거연합 | 73,015      | 3.99    | 16 / 508  | +13    |
|                                        | 제헌파 무소속   | 41,213      | 2.25    | 10 / 508  | (신당) |
| 총합                                   | 총합            | 1,827,865표 | 100.00% | 508       | 0      |
| 유효표                                 | 1,827,865표     | 96.74%      |         |           |        |
| 무효표                                 | 61,500표        | 3.26%       |         |           |        |
|                                        |                 |             |         |           |        |
| 총 투표수                              | 1,889,365표     | 100.00%     |         |           |        |
| 유권자 (투표율)                        | 2,930,473표     | 64.47%      |         |           |        |
| 출처: National Institute of Statistics |                 |             |         |           |        |

### 지역별 결과
| 지역           | 제1당 | 제1당  | 제2당 | 제2당  | 제3당 | 제3당  |
| -------------- | ----- | ------ | ----- | ------ | ----- | ------ |
| 아브루초몰리세 |       | 좌파   |       | 사회당 |       | 급진당 |
| 아풀리아       |       | 좌파   |       | 사회당 |       | 급진당 |
| 바실리카타     |       | 좌파   |       | 사회당 |       | 급진당 |
| 칼라브리아     |       | 좌파   |       | 급진당 |       | 사회당 |
| 캄파니아       |       | 좌파   |       | 급진당 |       | 사회당 |
| 에밀리아로마냐 |       | 사회당 |       | 좌파   |       | 급진당 |
| 라치오         |       | 좌파   |       | 사회당 |       | 급진당 |
| 리구리아       |       | 좌파   |       | 사회당 |       | 급진당 |
| 롬바르디아     |       | 좌파   |       | 사회당 |       | 급진당 |
| 마르케         |       | 좌파   |       | 사회당 |       | 급진당 |
| 피에몬테       |       | 좌파   |       | 사회당 |       | 급진당 |
| 사르데냐       |       | 좌파   |       | 사회당 |       | 급진당 |
| 시칠리아       |       | 좌파   |       | 급진당 |       | 사회당 |
| 토스카나       |       | 사회당 |       | 좌파   |       | 급진당 |
| 움브리아       |       | 사회당 |       | 좌파   |       | 급진당 |
| 베네토         |       | 좌파   |       | 사회당 |       | 급진당 |